# Coffea lancifolia
Coffea lancifolia är en måreväxtart som beskrevs av Auguste Jean Baptiste Chevalier. Coffea lancifolia ingår i släktet Coffea och familjen måreväxter.

## Underarter
Arten delas in i följande underarter:
- C. l. auriculata
- C. l. lancifolia